# Alfred Offner

Zeichnet 8. Kriegsanleihe

Alfred Offner (* 22. September 1879 in Czernowitz; † 22. März 1947 in Poběžovice) war ein österreichischer Maler, Grafiker und Plakatkünstler. 

## Leben
Den ersten Kunstunterricht erhielt Offner in Czernowitz beim Maler Hugo Zonka. Danach studierte er an der Akademie der Bildenden Künste Wien und ab dem 21. April 1902 an der Königlichen Akademie der Künste in München in der Malschule von Ludwig von Herterich. Er war Mitglied der Gesellschaft der Kunstfreunde in Czernowitz. Von 1905 bis 1912 nahm er an den Czernowitzer Kunstausstellungen teil. In Czernowitz schuf er ein Triptychon im Treppenhaus der medizinischen Fakultät und ein Buntglasfenster „Bärenjagd“ in der historischen Fakultät der Czernowitzer Universität. Er schuf auch Fresken im Deutschen Haus in Czernowitz.  Ab 1912 war er Leiter der Czernowitzer Kunstschule. In den Jahren 1907 bis 1923 war er Mitglied der Wiener Secession. 
Nach dem Ausbruch des Ersten Weltkrieges verließ er Czernowitz und zog nach Wien und Berlin. Später wohnte er in Pilsen, Tábor und Krakau.
Während des Zweiten Weltkrieges musste Offner wegen seiner jüdischen Abstammung Zuflucht von der Verfolgung suchen und fand sie in der Burg des Adelsgeschlechtes Coudenhove-Kalergi in Poběžovice (deutsch Ronsperg) in Westböhmen. Unerkannt beschäftigte er sich weiterhin mit der Malerei. Nach dem Krieg blieb er in Poběžovice, wo er an Tuberkulose starb. Er wurde katholisch auf dem Pfarrfriedhof von St. Josef in Poběžovice bestattet.

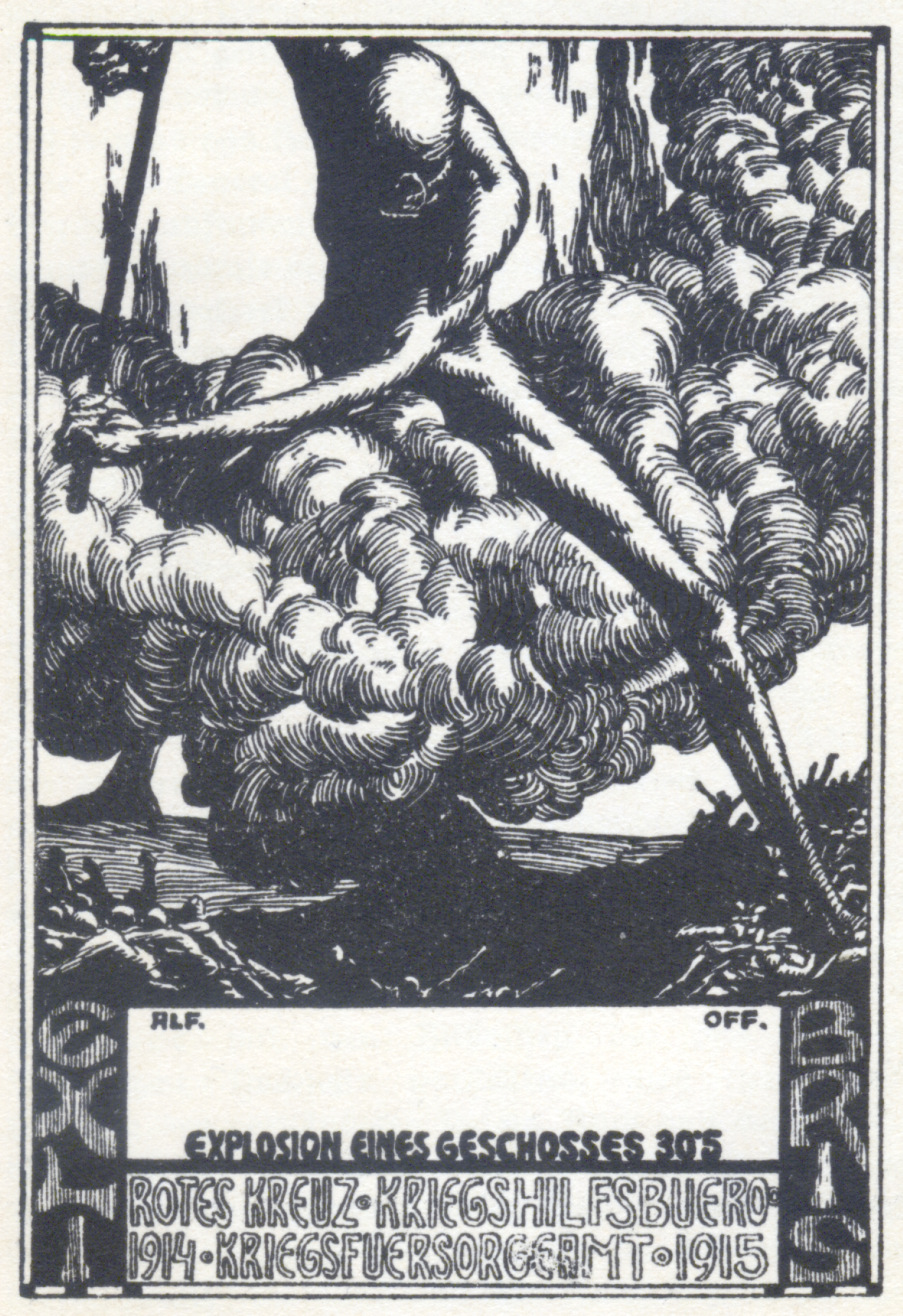
Kriegsfürsorge-Exlibris Explosion eines Geschosses 30,5

Neben der Malerei beschäftigte sich Offner mit der grafischen Gestaltung von Plakaten und Wertpapieren, u. a. für die Wiener Kommerzial-Bank und das Rote Kreuz. In seinen Werken ist der Einfluss des Jugendstils bemerkbar.